# 19. новембар
19. новембар (19.11.) је 323. дан године по грегоријанском календару (324. у преступној години). До краја године има још 42 дана.

## Догађаји
- 461 — Западноримски војсковођа Рицимер прогласио за цара сенатора Либија Севера.
- 1493 — Кристифор Колумбо је открио Порторико на свом другом путовању.
- 1796 — Предвођени владиком Петром I Петровићем Његошем, Црногорци су на Крусима потукли Турке, а у бици је погинуо и скадарски паша Махмут Бушатлија, који је с 23.000 војника покушао да покори Црну Гору.
- 1824 — Скупштина Мексика усвојила је Устав према којем је та држава постала независна.
- 1841 — Основано је Друштво српске словесности, а то је својим печатом и потписом потврдио кнез Михаило. Његови оснивачи били су Јован Стерија Поповић и Атанасије Николић.
- 1866 — Рат Аустрије и Италије је после седам седмица окончан Бечким уговором, којим је Италији припала провинција Венето и град Венеција.
- 1906 — Радио-конференција у Берлину прихватила је СОС као међународни сигнал за помоћ.
- 1942 — Георгиј Жуков је покренуо је операцију Уран која је променила ток Стаљинградске битке.
- 1969 — Пеле је постигао свој 1000. гол у каријери против тима Васко де Гама.
- 1985 — Роналд Реган и Михаил Горбачов су се састали први пут.
- 1932 — Ирак је стекао независност и постао члан Друштва народа после окончања британског мандата.
- 1949 — Реније крунисан за кнеза Монака.
- 1952 — Уједињено Краљевство је на острвима Монте Бело поред северозападне обале Аустралије испробала прву атомску бомбу.
- 1954 — Девет западних земаља одлучило је да Западну Немачку прими у НАТО и још чвршће је укључи у хладноратовско надметање Запада са Истоком.
- 1968 — Председник Перуа Фернандо Белаунде Тери оборен је у војном удару левичарске Националне револуционарне хунте коју је предводио генерал Хуан Веласко Алварадо.
- 1981 — После седам месеци, ирски националисти су у затвору Мејз у Белфасту обуставили протестни штрајк глађу против британских власти, током којег је умрло 10 штрајкача.
- 1990 — Уједињене су две немачке државе настале после слома Нацистичке Немачке у Другом светском рату и престала је да постоји Немачка Демократска Република.
- 1991 — Председништво СФРЈ прешло је на рад у условима непосредне ратне опасности, оценивши да је грађански рат на помолу и да су се за такав рад стекли услови предвиђени Уставом. Представници сецесионистичких република Хрватске и Словеније већ су се искључили из рада Председништва.
- 1995 — Председник Републике Македоније Киро Глигоров рањен приликом експлозије аутомобила-бомбе у центру Скопља, а његов возач је погинуо.
- 1997 — Јапански воз на магнетним јастуцима је брзином од 451 km/h оборио светски рекорд на експерименталној железничкој деоници западно од Токија.
- 1998 — Почео импичмент против Била Клинтона.
- 2000 — Тајвански премијер Танг Феи саопштио је да подноси оставку, само четири и по месеца пошто је преузео власт.
- 2002 — Турски суд формално је укинуо смртну пресуду изречену вођи курдских побуњеника Абдулаху Оџалану, ухваћеном 1999. и убрзо осуђеном на најтежу казну.

## Рођења
- 1808 — Јанез Блајвајс, словеначки конзервативни политичар, новинар, лекар, ветеринар и јавна личност. (прем. 1881)[1]
- 1833 — Вилхелм Дилтај, немачки филозоф, историчар, социолог и психолог. (прем. 1911)
- 1887 — Џејмс Бачелер Самнер, амерички хемичар, добитник Нобелове награде за хемију (1946). (прем. 1955)
- 1888 — Хосе Раул Капабланка, кубански шахиста. (прем. 1942)
- 1900 — Ана Зегерс, немачка књижевница. (прем. 1983)
- 1901 — Нина Бари, руска математичарка. (прем. 1961)[2]
- 1911 — Бора Барух, српски сликар и правник, учесник Народноослободилачке борбе. (прем. 1942)
- 1917 — Индира Ганди, индијска политичарка, премијерка Индије (1966—1977, 1980—1984). (прем. 1984)
- 1920 — Џин Тирни, америчка глумица. (прем. 1991)
- 1922 — Рајко Митић, српски фудбалер и фудбалски тренер. (прем. 2008)
- 1922 — Бранислав Шошкић, југословенски економиста, учесник Народноослободилачке борбе и друштвено-политички радник СФР Југославије, СР Црне Горе и СР Србије. (прем. 2022)
- 1924 — Вилијам Расел, британски глумац. (прем. 2024)
- 1925 — Зигмунт Бауман, пољски социолог и филозоф. (прем. 2017)
- 1930 — Жижа Стојановић, српска глумица. (прем. 2025)
- 1933 — Лари Кинг, амерички ТВ и радијски водитељ. (прем. 2021)[3][4]
- 1936 — Љубиша Самарџић, српски глумац, редитељ и продуцент. (прем. 2017)
- 1938 — Тед Тарнер, амерички медијски магнат.
- 1942 — Калвин Клајн, амерички модни дизајнер.
- 1953 — Роберт Белтран, амерички глумац.
- 1954 — Кетлин Квинлан, америчка глумица.
- 1957 — Офра Хаза, израелска музичарка. (прем. 2000)
- 1958 — Чарли Кауфман, амерички редитељ, сценариста, продуцент, драматург и књижевник.
- 1959 — Алисон Џени, америчка глумица.
- 1960 — Милан Делчић Делча, српски музичар, драматург и ТВ водитељ. (прем. 2011)
- 1961 — Мег Рајан, америчка глумица и продуценткиња.
- 1962 — Џоди Фостер, америчка глумица, редитељка и продуценткиња.
- 1964 — Радмило Михајловић, босанскохерцеговачко-српски фудбалер.
- 1965 — Лоран Блан, француски фудбалер и фудбалски тренер.
- 1966 — Џејсон Скот Ли, амерички глумац и мајстор борилачких вештина.
- 1969 — Ришар Виренк, француски бициклиста.
- 1976 — Стилијанос Венетидис, грчки фудбалер и фудбалски тренер.
- 1976 — Алекса Јелић, српски музичар и уметник.
- 1980 — Владимир Радмановић, српски кошаркаш.
- 1981 — Маркус Бенкс, амерички кошаркаш.
- 1983 — Адам Драјвер, амерички глумац.
- 1984 — Линдси Елингсон, амерички модел.
- 1984 — Дамир Кахриман, српски фудбалски голман.
- 1986 — Урош Дувњак, српски кошаркаш.
- 1986 — Милан Смиљанић, српски фудбалер.
- 1987 — Тара Вајт, чешка порнографска глумица.
- 1988 — Харлинсон Пантано, колумбијски бициклиста.
- 1989 — Тајга, амерички хип-хоп музичар и глумац.
- 1989 — Кенет Фарид, амерички кошаркаш.
- 1993 — Сусо, шпански фудбалер.
- 1994 — Немања Вицо, српски ватерполиста.
- 1995 — Абела Дејнџер, америчка порнографска глумица.

## Смрти
- 1226 — Фрањо Асишки, италијански фратар. (рођ. 1182)
- 1828 — Франц Шуберт, аустријски композитор. (рођ. 1797)
- 1855 — Михаљ Верешмарти је био значајан мађарски песник и драматург.
- 1977 — Велибор Глигорић, српски књижевни и позоришни критичар и историчар књижевности.
- 2014 — Мајк Николс, амерички режисер, сценариста и продуцент. (рођ. 1931)
- 2017 — Јана Новотна, чешка тенисерка. (рођ. 1968)
- 2023 — Розалин Картер, прва дама Сједињених Америчких Држава (1977−1981). (рођ. 1927)

## Празници и дани сећања
- Дан Српске академије наука и уметности

Српска православна црква данас слави
- Свети Павле Исповедник, патријарх цариградски
- Преподобни Варлам Хутински
- Спомен падања пепела из ваздуха
- Свети преподобни Лука
- Свети Герман, архиепископ казански
- Свети преподобни Лука печерски
- Свети Димитрије, епископ кигиријски
- Свети преподобни и блажени Павле, Христа ради јуродиви
- Свети мученик Никандар